# Norman Demuth
Norman Demuth (Croydon, 15 juli 1898 - Chichester, 21 april 1968) was een Brits componist en musicoloog, die vooral bekendheid heeft gekregen wegens zijn biografieën van Franse componisten.

## Biografie
Tijdens de Eerste Wereldoorlog ging Demuth, nadat hij zijn school in Repton had verlaten, vrijwillig in het Britse leger als Rifleman nr. 2780 in het 5e Londense Regiment (London Rifle Brigade) in de City of London op 17 september 1915. Hij was nog maar 17 en moest zijn papieren ervoor vervalsen. 
Begin maart 1916 werd hij naar Frankrijk gestuurd naar het 1e bataljon van het regiment aan het Westfront. Hij raakte gewond aan zijn been door granaatscherven als gevolg van de onbedoelde ontploffing van een Mills-bom in het Franse dorp Hébuterne op 28 juni 1916 tijdens de periode voorafgaand aan de Slag aan de Somme. Hij werd geëvacueerd naar Engeland en in in november 1916 ontslagen uit het Britse leger omdat hij medisch ongeschikt was voor verdere gevechtsdienst.
Demuth studeerde enige tijd aan de Royal College of Music, maar was in wezen autodidact. Hij had een voorliefde voor de Franse muziek en schreef een aantal boeken over het onderwerp, onder meer studies over César Franck, Paul Dukas, Albert Roussel, Vincent d'Indy, Charles Gounod, Maurice Ravel, en de Franse opera. Tussen 1929 en 1935 was Demuth dirigent van het Chichester Symphony Orchestra. 
Vanaf 1930 doceerde hij aan de Royal Academy of Music en later aan de Universiteit van Durham. Onder zijn leerlingen was Gordon Langford (oorspronkelijke achternaam Colman, hij veranderde zijn naam op Demuths advies), die later beweerde dat Demuth onvoldoende waardering heeft gekregen voor zijn successen als componist.
Tijdens de Tweede Wereldoorlog ontving Demuth op 23 oktober 1942 de rang van luitenant in het Britse leger.

## Enkele composities
- Twee stukken voor piano (1942)
- Altvioolconcert (1951)
- Symfonie voor strijkorkest (1952)
- Concert voor altsaxofoon en militair orkest
- Prometheus (ballet)

## Enkele boeken en artikelen
- Ravel (1947)
- Albert Roussel: A Study (1947)
- Anthology of Musical Criticism (1947)
- César Franck (1949)
- Vincent d'Indy 1851-1931: Champion of Classicism—A Study (1951)
- A Course in Musical Composition (4 volumes) (1951)
- Musical Trends in the 20th Century (1952)
- Musical Forms & Textures: A Reference Guide (1953)
- French Piano Music: A Survey with Notes on its Performance (1959)
- French Opera: Its Development to the Revolution (1963)